# Municipio de Greenwood (condado de Oscoda)
El municipio de Greenwood (en inglés: Greenwood Township) es un municipio ubicado en el condado de Oscoda en el estado estadounidense de Míchigan. En el año 2010 tenía una población de 1121 habitantes y una densidad poblacional de 6,11 personas por km².

## Geografía
El municipio de Greenwood se encuentra ubicado en las coordenadas 44°46′1″N 84°18′39″O / 44.76694, -84.31083. Según la Oficina del Censo de los Estados Unidos, el municipio tiene una superficie total de 183.54 km², de la cual 181,29 km² corresponden a tierra firme y (1,23 %) 2,26 km² es agua.

## Demografía
Según el censo de 2010, había 1121 personas residiendo en el municipio de Greenwood. La densidad de población era de 6,11 hab./km². De los 1121 habitantes, el municipio de Greenwood estaba compuesto por el 97,77 % blancos, el 0,09 % eran afroamericanos, el 0,54 % eran amerindios y el 1,61 % eran de una mezcla de razas. Del total de la población el 0,71 % eran hispanos o latinos de cualquier raza.